# 13. august
13. august er dag 225 i året i den gregorianske kalender (dag 226 i skudår). Der er 140 dage tilbage af året.
Hippolytus' dag. Hippolytus var en lærd teolog og den betydeligste skribent inden for den romerske kirke i det 3. årh. Han udøvede stærk kritik af biskopperne i bl.a. Rom og fungerede som den første "modpave". Blev deporteret af romerne under forfølgelserne af de kristne og var i arbejdslejr sammen med paven som han blev forsonet med. Han døde i fangenskab på Sicilien ca. år 235. Hippolytus er en meget værdifuld kilde til kristne skikke, ritualer og livsformer i begyndelsen af det 3. årh. i Rom.

### Begivenheder
Født - Dødsfald
- 582 – Maurikios tiltræder som kejser af Det byzantinske rige.
- 1521 - Den spanske conquistador Hernán Cortés erobrer Tenochtitlan (nuværende Mexico City) fra aztekerne, og ødelægger det meste af byen.
- 1624 - Den franske kong Louis XIII udpeger Kardinal Richelieu som sin premierminister.
- 1645 - Torstenssonfejden afsluttes ved Freden i Brømsebro, hvor Danmark-Norge må afstå Gotland, Halland og Øsel og de norske områder Jämtland og Härjedalen til Sverige for en periode af 30 år.
- 1704 - Engelske og Østrigske tropper besejrer den franske armé i slaget ved Blenheim i Bayern under den Spanske Arvefølgekrig. Sejrherrerne mister 6.000 soldater, taberne 21.000.
- 1792 - Ludvig 16. af Frankrig arresteres af Nationalforsamlingen og erklæres en fjende af folket.
- 1841 - Sogneforstanderskaberne - forgængerne for sognerådene - oprettes ved lov.
- 1889 - Den amerikanske opfinder William Gray opnår patent på mønttelefonen.[1]

- 1905 - Ved en folkeafstemning stemmer et flertal af nordmændene for at ophæve unionen med Sverige og unionsopløsningen kommer derved tættere på.
- 1937 - Under den 2. kinesisk-japanske krig indledes Slaget om Shanghai.
- 1961 - DDR lukker grænsen mellem Østberlin og Vestberlin og påbegynder opførelsen af Berlinmuren.[2]
- 2009 - Politiet anholder den mandlige del af de afviste, irakiske asylansøgere, der har søgt tilflugt i Brorsons Kirke på Nørrebro.
- 2020 - Israel og De Forenede Arabiske Emirater etablerer diplomatiske forbindelser.[3]

### Født
- 1818 - J.D. Herholdt, dansk arkitekt (død 1902).
- 1852 - Christian Krohg, norsk maler og forfatter (død 1925).
- 1871 - Fielder Jones, amerikansk baseballspiller (død 1934)
- 1899 - Alfred Hitchcock, britisk filminstruktør (død 1980).
- 1904 - Alex Garff, dansk oversætter og forfatter (død 1977).
- 1912 - Ben Hogan, amerikansk golfspiller (død 1997).
- 1918 - Frederick Sanger, britisk nobelpristagende biokemiker (død 2013).
- 1922 - Jørgen Weel, dansk skuespiller (død 1993).
- 1926 - Fidel Castro, cubansk præsident (død 2016).
- 1931 - Ib Drasbæk, dansk designer (død 1997).
- 1948 - Kathleen Battle, amerikansk sangerinde.
- 1970 - Lisa Nilsson, svensk sangerinde.
- 1988 - MØ, dansk sangerinde

### Dødsfald
- 1608 - Giovanni da Bologna, flamsk billedhugger (født 1529).
- 1788 - Bolle Willum Luxdorph, dansk historiker, digter og embedsmand (født 1716).
- 1863 - Eugène Delacroix, fransk maler (født 1798).
- 1910 - Florence Nightingale, britisk sygeplejerske (født 1820).
- 1946 - H.G. Wells britisk science fiction-forfatter (født 1866).
- 2004 - Claus Strandberg, dansk skuespiller (født 1948).
- 2006 - Jon Nödtveidt, svensk musiker (født 1975).
- 2011 - Ellen Winther Lembourn, dansk skuespillerinde og sangerinde (født 1933).